# Pont de pierre (Libourne)
Pour les articles homonymes, voir Pont de pierre.
Le pont de pierre est un pont de pierre français située à Libourne en Gironde.

## Présentation
Pont sur la Dordogne proposé par Napoléon Ier, il est construit entre le 24 août 1820 et le 25 août 1824.
En août 1944, 2 piles et 3 arches sont détruites par fait de guerre.
En septembre 2017, le pont doit être restauré